# Narsil
Narsil je izmišljen meč iz Tolkienove mitologije, ki ga je imel kralj  Dúnedaina Elendil. Meč je bil zlomljen in kasneje prekovan v Andúril.

## Zgodovina
Meč je bil skovan v prvem zemeljskem veku. Naredil ga je škrat Telchar  Nogrodski znan kovač orožja, ki je naredil tudi nož Angrist, s katerim je bil izrezan Silmaril iz krone Morgotha. Mečevo ime vsebuje naravna elementa nar in thil. Ne ve se za koga je bil Narsil narejen v osnovi. Elendil je kasneje uporabil Narsil, za boj proti Sauronu v zadnjem zavezništvu. Ko je Elendil umrl se je meč prelomil.  Elendilov sin Isildur je pobral meč in z njim Sauronu odsekal prst na katerem je imel Edini prstan. Tako je Sauron izginil. Kljub temu, da je Sauronovo telo izginilo je duh preživel, ko se je Isildur odločil, da ne bo uničil Edinega prstana.
Isildur je vzel kose Narsila seboj domov. Ko je bil ubit v drugem letu tretjega zemeljskega veka, je Ohtar rešil ostanke meča. vzel jih je v Razendel, kjer je bil vzgojen Ohtar Isildurjev najmlajši sin. Leta 3019 tretjega zemeljskega veka je bil Narsil prekovan v Razendelu. Takrat se je preimenoval v Andúril ali plamen zahoda. Dobil ga je Aragorn, ki ga je nosil kot član bratovščine prstana. Veliko ljudi je Narsilu reklo tudi: meč ki je bil zlomljen.